# Nemesia santeulalia
Nemesia santeulalia är en spindelart som beskrevs av Decae 2005. Nemesia santeulalia ingår i släktet Nemesia och familjen Nemesiidae. Inga underarter finns listade i Catalogue of Life.